# Saison 2016 des Rockies du Colorado
La saison 2016 des Rockies du Colorado est la 24e saison en Ligue majeure de baseball pour cette équipe. 

## Contexte
En 2015, les Rockies terminent au dernier rang de la division Ouest de la Ligue nationale pour la 3e fois en 4 ans, malgré deux victoires de plus qu'en 2014. Leur performance de 68 victoires contre 94 défaites représente une 5e saison perdante de suite.

## Calendrier pré-saison
L'entraînement de printemps 2016 des Rockies se déroule du 2 mars au 2 avril.

## Saison régulière
La saison régulière de 162 matchs des Rockies débute le 4 avril par une visite aux Diamondbacks de l'Arizona et se termine le 2 octobre suivant. Le match d'ouverture local au Coors Field de Denver est joué le 8 avril contre les Padres de San Diego.

### Classement
| Ligue nationale division Ouest | V  | D  | %    | Diff. | Diff. (séries) |
| ------------------------------ | -- | -- | ---- | ----- | -------------- |
| Dodgers de Los Angeles         | 91 | 71 | ,562 | -     | -              |
| Giants de San Francisco        | 87 | 75 | ,537 | 4     | -              |
| Rockies du Colorado            | 75 | 87 | ,463 | 16    | 12             |
| Diamondbacks de l'Arizona      | 69 | 93 | ,426 | 22    | 18             |
| Padres de San Diego            | 68 | 94 | ,420 | 23    | 19             |

### Avril
- 5 avril : Trevor Story, des Rockies, devient le second joueur de l'histoire moderne (depuis 1900) du baseball, après Joe Cunningham en 1954, à frapper 3 circuits au total dans ses deux premiers matchs dans les majeures[4].
- 6 avril : Trevor Story, des Rockies, devient le premier joueur de l'histoire à frapper 4 circuits au total dans ses 3 premiers matchs dans les majeures[5].

## Affiliations en ligues mineures
| Niveau            | Équipe                    | Ligue                         |
| ----------------- | ------------------------- | ----------------------------- |
| AAA               | Isotopes d'Albuquerque    | Ligue de la côte du Pacifique |
| AA                | Yard Goats de Hartford    | Eastern League                |
| A-Advanced        | Nuts de Modesto           | California League             |
| A                 | Tourists d'Asheville      | South Atlantic League         |
| A (saison courte) | Hawks de Boise            | Northwest League              |
| Ligue des recrues | Rockies de Grand Junction | Pioneer League                |
| Ligue des recrues | DSL Rockies               | Dominican Summer League       |